# Agylla alboluteola
Agylla alboluteola là một loài bướm đêm thuộc phân họ Arctiinae, họ Erebidae.